# 아이언 레이디 2
《아이언 레이디 2》(태국어: สตรีเหล็ก 2, 영어: The Iron Ladies 2: Before and After)는 2002년 공개된 태국의 영화 작품이다. 2000년에 영화 《아이언 레이디》의 속편이다.

## 출연

### 조연
- 제다폰 폴디
- Aphichart Vongkavee

## 기타
- 의상: Ekasith Meeprasertsakul